# Eleonora Aguiari
Eleonora Aguiari (1973) es una artista de instalación italiana y autora, que vive entre Londres y París. Su trabajo más conocido consistió en envolver con cinta roja completamente una estatua histórica en Londres.

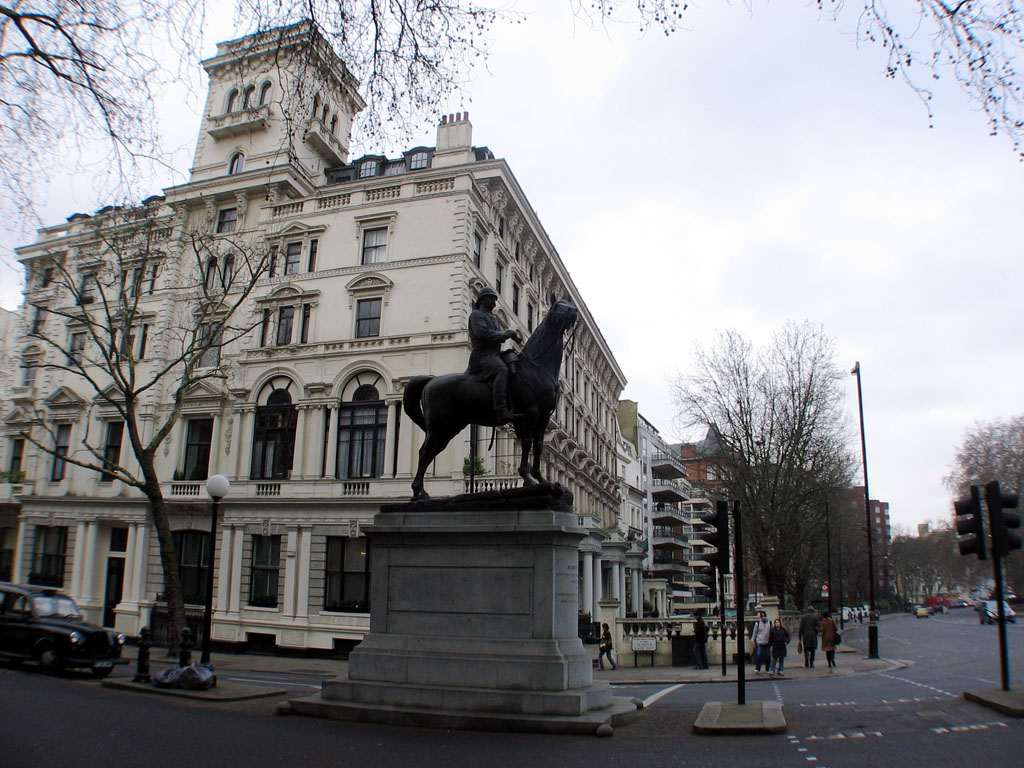
La obra encintada de Lord Napier.

## Biografía
Eleonora nació en Génova, Italia. De 1987 a 1989, estudió filosofía en la Universidad de Milán. Entre 1990 a 1997, fundó, y dirigió Editores Zanzibar, en Milán, publicando 50 títulos. Escribió dos libros, incluyendo Milanoetnica con Marina Gersony. En 1998, se mudó a Londres, donde estudió en Chelsea Universidad de Arte y Diseño, Centrales St Martins Universidad de Arte y Diseño y la Universidad Real de Arte (RCA).
En 2004, para su show final en la Universidad Real de Arte, envolvió la estatua ecuestre del Señor Napier de Magdala, situada en Queen's Gate en Londres del oeste, en brillante rojo de cinta plástica, dando el aspecto de estar pintada de rojo. Para ello necesitó documentación administrativa del RCA Rector, un profesor del Museo Victoria, y del Departamento de conservación del Museo de Victoria y Alberto y el Departamento de conservación RCA, pruebas de bronce, licencias, seguros de indemnización, y permiso del English Heritage (quiénes poseen la estatua), la Ciudad de Westminster, los Burgos de Chelsea y Kensington (su frontera bisecta longitudinalmente al caballo) y del actual Lord Napier.
Una capa de cinta de envolver de casi 80 rollos de color rojo se aplicó, por cuatro personas que trabajaron 4 días. Aguiari lo describió como "una acción zen allí arriba en medio de tráfico, y sólo con una estatua bonita. Cada detalle en la estatua es perfecto y ligeramente más grande que lo normal," y dijo que "esa la estatuaria simboliza el pasado militar, o el imperialismo tendría que ser cubierto para hacer los temas del pasados visibles."
A pesar de la autorización oficial y la naturaleza provisional de su acción, la cobertura de prensa internacional, incluyendo una foto de la agencia de prensa Reuters reproducida en el Daily Times de Pakistán, aseguró que se produjera una controversia.
Aguiari no estaba familiarizada con el uso metafórico del concepto "cinta roja" (significando burocracia pedante) y eso quiso resignificar la empresa publicitaria de Saatchi y Saatchi, quién quiso utilizar su idea para una "campaña publicitaria Tory" y le preguntó para envolver una ambulancia en cinta roja. Mas, rehusó la invitación.
En 2005, fue una de las artistas seleccionadas para el primer espectáculo de BLOC, promovido por Bowieart en County Hall, Londres.
De 2005 a 2006, mostró una escultura en Plaza de Obispos, Spitalfields, Londres del este, patrocinado por el Spitalfields Grupo de Desarrollo. Era una silueta del Cristo cercano a la Iglesia Spitalfields y estaba pintada rojo brillante.
Espectáculos grupales han incluido Galería de Tomate (2001) y Bloomberg Espacio (2004). Sus instalaciones de escala grandes incluyen Paso de Carretera del Lamont, Chelsea, Londres, (2003) y Fontebianca (2003).